# کبالت سولفید
کبالت سولفید (به انگلیسی: Cobalt sulfide) با فرمول شیمیایی CoS (varied) یک ترکیب شیمیایی با شناسه پاب‌کم ۱۴۸۳۲ است؛ که جرم مولی آن ۹۰٫۹۹۸۲ g/mol می‌باشد. شکل ظاهری این ترکیب، جامد سیاه خاکستری (آلفا) و بلورهای قرمز (بتا) است.